# ويليام دبليو. كريمر
ويليام دبليو. كريمر (بالإنجليزية: William W. Creamer)‏ هو ضابط أمريكي، ولد في 1 ديسمبر 1916 في مقاطعة يورك في الولايات المتحدة، وتوفي في 4 يونيو 1942 في المحيط الهادئ.